# Hussigny-Godbrange
Hussigny-Godbrange é uma comuna francesa na região administrativa de Grande Leste, no departamento de Meurthe-et-Moselle. Estende-se por uma área de 15,37 km². Em 2010 a comuna tinha 3 696 habitantes (densidade: 240,5 hab./km²).